# 鉄条網

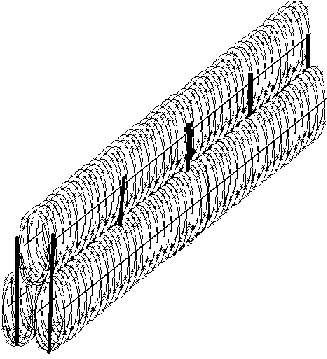
コイル状に巻いた鉄条網を重ねて設置した例

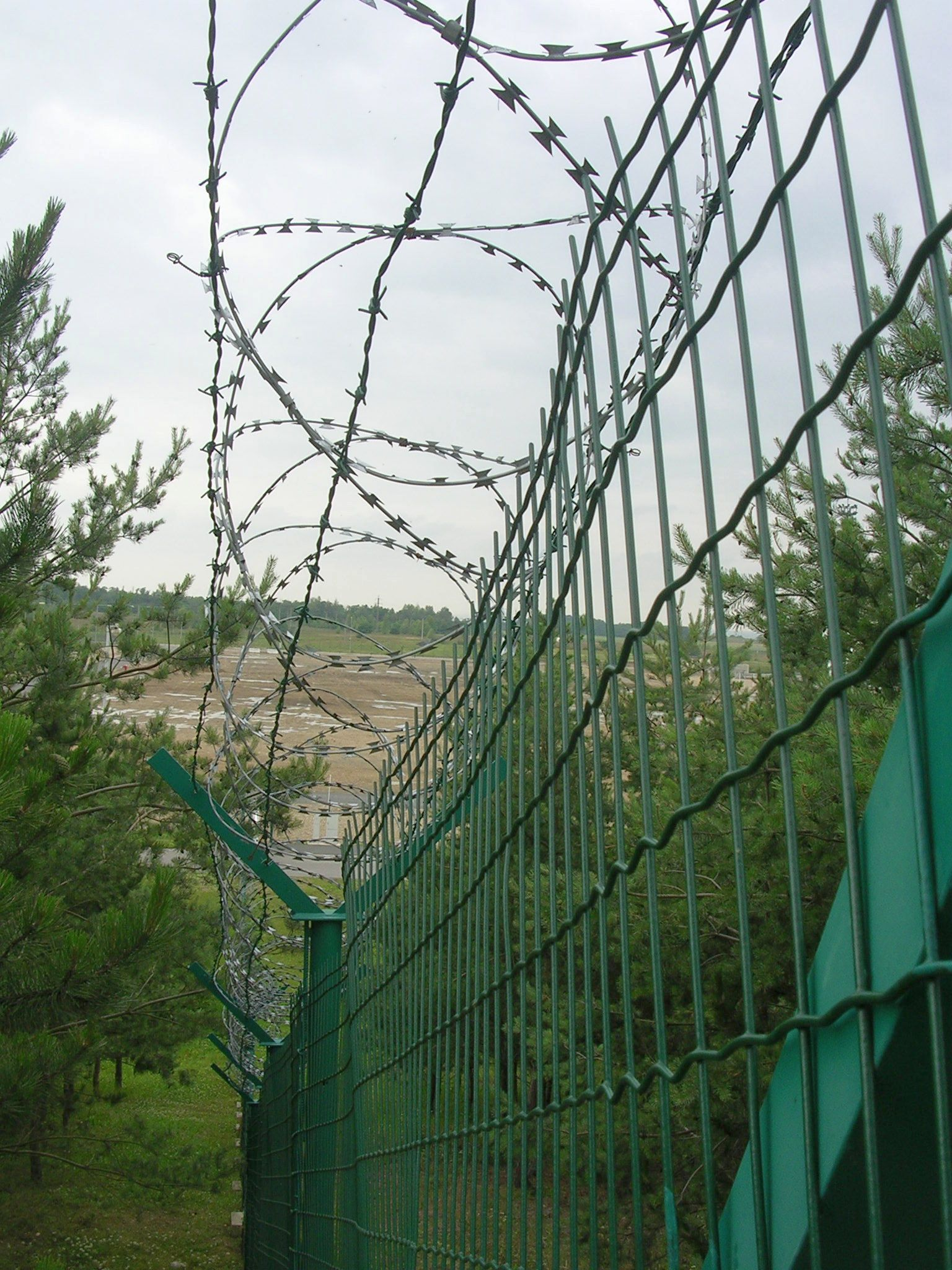
フェンスの上に、乗り越えられないよう忍び返し効果を狙って設置された鉄条網。コイル状に巻かれた有刺鉄線にはカミソリ形状のもの、それを下で支える有刺鉄線には棘形状のものが使われている。チェコの石油備蓄基地での事例。

鉄条網（てつじょうもう、barbed‐wire entanglements）は、鉄線、特に有刺鉄線で作られた柵。

## 概要
鉄条網とは、鉄線、特に有刺鉄線で作られた柵である。人あるいは動物の外部からの侵入あるいは内部からの脱走を阻止するため、土地を環状に囲ったり、線やコイル状に配置して障害物とする。電気を流して感電させるものもある。
常設の物は土地の管理に用いられ、対人と対動物に大別できる。対人の常設鉄条網は施設・土地の警備、特に刑務所や軍事基地、国境線などに設置される。また、仮設の物では戦場に設置される物が代表で、野戦築城で欠かせないものである。対動物は野生動物や家畜が境界線を越えることを防ぐためのもので、対人に比べると単純で費用対効果を重視した構造になっている。

## 軍事利用
主に陣地の前面に構築され、敵歩兵の侵入を防ぐ。
有刺鉄線や支柱は弾丸を命中させるのが非常に困難であり、榴弾の爆風も通り抜けてしまうので、砲爆撃や機関銃などの集中射撃だけで破壊ないし排除するのは難しい。現実的には防御側の銃砲火に晒されるリスクを取って人力で切断する、バンガロール爆薬筒に代表される鉄条網破壊に特化した爆弾で吹き飛ばす、あるいは、戦車や装甲ブルドーザーで踏み潰したり破ったりなどする。現代の銃剣にワイヤーカッター機能がついていることが多いのは、このためである（鞘と組み合わせることでニッパーになる）。オーストリアのStG58自動小銃は消炎器の先端に切り込みを備え、ここに鉄条網を引っ掛けて発砲すると、銃弾でワイヤーを切断できるように設計されていた。
工具や兵器は無いが人員だけは小隊レベルで存在する場合は、兵士個人が背嚢などの装具や小銃を腹に当てた身体を守る体勢で鉄条網に覆い被さり、友軍兵士がその背中を踏んで越える手法を採る場合もある。陣地に対する攻防をモチーフにした映画などでも時折見られる他、現在の陸上自衛隊でも鉄条網の突破法の一つとしてこの方法が訓練されている。また、鉄条網に毛布や衣服、板などをかぶせることも有効である。

## 歴史
元々は、牧場で簡単に設置できる柵の材料として製造されていたが、家畜泥棒などがかかり易くするために各種の棘が工夫され、対人用に発達した。
ボーア戦争でイギリス軍が築いた陣地には、塹壕の周囲に鉄条網が張り巡らされて機関銃が配備されており、後の日露戦争や第一次世界大戦で構築された塹壕陣地の原型となった。
日露戦争当時の日本陸軍内に鉄条網についての知識は皆無に近く、旅順攻囲戦で有刺鉄線に遭遇して初めてその実態が理解された。また、その鉄条網を突破する為の装備は破壊筒などでは無くカッターなどであり、多大な犠牲を生み出した。
第一次世界大戦の塹壕戦で大々的に使用され戦線が膠着する一因になった。機関銃と塹壕、そして、鉄条網の存在が塹壕戦を生んだと言っても過言ではない。こうした障害を越えるために戦車が発明され、様々な工兵装備が開発された。
第二次世界大戦後は、東側諸国が西側諸国との鉄のカーテンを維持するために、1949年から国境沿いに鉄条網を敷設し始めた。
現代でも各種の鉄条網が代表的な陣地構築資材として使用され続けているため、多くの国で使われている銃剣や小銃の一部にはワイヤカッターとしての機能が持たされている。
ブラックジョークのなかには"世界の三大発明"を鉄条網・機関銃・戦車とするもの（あるいは飛行機を加えて四大発明とも）がある。

## 関連書籍
- 『僕は銃と鉄条網に囲まれて育った ホロコーストを生き残った子どもの記録 』 どうぶつ社（著者:T・ジーヴ　野村美紀子訳）ISBN 4-88622-271-4